# Karl Neubacher
Karl Neubacher (* 16. Mai 1926 in Hattenberg bei Regau; † 19. Mai 1978 in Graz) war ein österreichischer Grafikdesigner und Medienkünstler.

## Leben und Karriere
Karl Neubacher wurde am 16. Mai 1926 in der Ortschaft Hattenberg bei Regau im Hausruckviertel geboren. Mit 16 Jahren kam er an die Ortweinschule nach Graz, wo er bis 1947 in der Fachschulklasse für Gebrauchsgrafik und Fototechnik bei Alfred Wickenburg unterrichtet wurde. Nach einer Lehr- und Praxiszeit in der Werbebranche kam es im Jahr 1953 zur Gründung eines eigenen Werbeateliers in Graz. Als Gebrauchsgrafiker arbeitete er für verschiedene Institutionen und Firmen, darunter HUMANIC, Stross, Apomedica, Pharmed, Martin Auer und zahlreiche andere. Vor allem in den 1960er und 1970er Jahren führten seine Experimentierfreudigkeit und kritischen Interventionen zu zahlreichen  innovativen Ansätzen im Sinn eines Corporate Designs. Seine Plakate – unter anderem für HUMANIC – werden heute als legendär bezeichnet.
Bei wichtigen Veröffentlichungen des steirischen herbstes und der Dreiländerbiennale Trigon setzte Neubacher mit seinem Stil neue Maßstäbe. Mit seinen stets auf eigenen künstlerischen Konzepten basierenden Werbeplakaten gewann er verschiedene Wettbewerbe und Preise und trat zudem als Gestalter von Büchern, Broschüren oder Kunstzeitschriften wie pfirisch und pferscha in Erscheinung. Diese steirische avantgardistische Zeitschrift wurde erstmals 1970 unter dem Titel pfirsich veröffentlicht; der Name wurde erst später auf pferscha geändert und die Zeitschrift unter dem neuen Namen weitergeführt. In den ersten Jahren, als der steirische herbst noch kein dezidiertes Avantgardefestival war, hatte man auch noch nicht viel Augenmerk auf die Plakate gesetzt. Dies änderte sich ab 1971, nachdem Neubacher den ausgeschriebenen Wettbewerb zur Gestaltung des Plakats für den von 8. bis 26. Oktober 1971 stattfindenden steirischen herbst für sich entschieden hatte. Mit seinem Gegenmodell zum Sinnbild der Drei Affen löste er in der Bevölkerung Aggressionen aus, infolge derer seine Plakate beschmiert oder gar abgerissen wurden. Dies soll ebenfalls maßgeblich zur Bekanntheit des steirischen herbstes beigetragen haben.
Mit dem für den steirischen herbst 1972 entstandenen Plakat, das Neubacher zwar nicht selbst gestaltet hatte, an dessen Prozess er jedoch beteiligt war, wurde erneut ein Skandal ausgelöst. Ab 1969 gehörte er der sozialpolitisch aktiven Kunstproduzentengruppe Pool, die von Richard Kriesche (* 1940), Horst Gerhard Haberl (* 1941) und eben Neubacher gegründet wurde, an. Diese fokussierte die Erhöhung der Kreativität der Arbeiter und sammelte in Zusammenarbeit mit verschiedenen Betrieben mehrere Vorschläge für das Plakat des steirischen herbstes 1972. Ausgewählt wurde am Ende das Sujet des Fotoklubs der Puch-Werke. Als Vorbild für Pool fungierte die 1965 von Barbara Steveni (1928–2020) gegründete Artist Placement Group aus London. Die drei Gründer wollten Kunst aus dem Ghetto, den Museen und Galerien, in die Gesellschaft bringen und verstanden sich als Link zwischen Ware und Kunst. Später stießen weitere Künstler wie Klaus Hoffer (* 1942), Roland Goeschl (1932–2016) und andere zum Projekt. Eines der Gründungsmitglieder, Haberl, der hauptberuflich in der Neuen Galerie Graz tätig war, wurde in den frühen 1970ern zum Werbechef von Humanic bestellt. Zusammen mit Neubacher und anderen Künstlern revolutionierte er die Werbung in Österreich – sei es in Printmedien oder in Werbespots. Bis 1976 gehörte Neubacher Pool an.
Aufgrund seiner intensiven Auseinandersetzung mit sich selbst und der Gesellschaft kam es in den 1970er Jahren zu grafischen Arbeiten für die Katholische Kirche Steiermark und die Österreichische Volkspartei. Speziell in den 1970er Jahren trat Neubacher mit Kurzfilmen als Avantgardefilmer in Erscheinung. Film und Bild (dabei vor allem die Schwarzweißfotografie) zählten zu den hauptsächlichen Ausdrucksmitteln Neubachers, der es schaffte, ein Miteinander von Gebrauchskunst und Formen der Konzept- und Medienkunst zu etablieren, was, für die damalige Zeit, als revolutionär betrachtet wird. Ab den 1960er Jahren setzte er sich vermehrt selbst ins Szene und setzte seinen eigenen Körper – zur öffentlichen Kunstfigur stilisiert – direkt in Performances ein, begriff ihn in seiner mediatisierten Form aber auch als Bild. Von 1953 bis zu seinem frühen Ableben 1978 gehörte er dem Bund Österreichischer Gebrauchsgraphiker an und war zudem Mitglied des Künstlervereins des Forum Stadtpark.
Nach seinem frühen Tod, drei Tage nach seinem 52. Geburtstag, führte zunächst seine Witwe Anna Neubacher in Zusammenarbeit mit den beiden Kindern Antonia und Michael das Unternehmen weiter. Sohn Michael leitet heute (Stand: 2021) noch das von seinem Vater gegründete Werbeatelier. Von Juni bis Oktober 2014 fand in Gedenken an Karl Neubacher eine von Günther Holler-Schuster kuratierte Ausstellung im Universalmuseum Joanneum statt.

## Publikationen (Auswahl)
- 1968: Dokumentation International Poster Biennale, Warschau
- 1970: Dokumentation International Poster Biennale, Warschau
- 1970 bis 1976: Mitherausgeber der Kunstzeitschriften pfirsich und pferscha
- 1972: Dokumentation International Poster Biennale, Warschau
- 1972 bis 1975: CCA ANNUAL – Jahrbuch CREATIV CLUB AUSTRIA
- 1973 bis 1975: Graphis Posters 73, 74, 75. The International Annual of Poster Art
- 1974: Dokumentation International Poster Biennale, Warschau
- 1976: Dokumentation International Poster Biennale, Warschau

## Einzelausstellungen (Auswahl)
- 1973: Karl Neubacher. Selbstdarstellung in Halbkleidung, galerie H, Graz/Mur-Galerie, Leoben
- 1975: Poster von Karl Neubacher, Styria, Graz
- 1976: Living Space. Filme von Karl Neubacher. steirischer herbst ‘76 in Leoben, Mur-Galerie, Leoben (zwei Filmabende)
- 1976: Poster und Plakate, Studentenhaus Münzgraben, Graz
- 1976: Karl Neubacher. Poster und Plakate, Institut für zeichnerische und malerische Darstellung, Technische Universität Wien
- 1978: ich. Karl Neubacher. Plakate und Posters, open house, steirischer herbst, Orpheum, Graz
- 1979: Öffentliche Kunstfigur Karl Neubacher, steirischer herbst ’79, Stadtmuseum Graz
- 1983: Karl Neubacher. Werbung für die Kirche. Gedanken/Entwürfe/Plakate. 1970-1978, galerie H, Graz

## Gruppenausstellungen (Auswahl)
- 1950: Sezession Graz
- 1968: International Poster Biennale, Warschau
- 1970: International Poster Biennale, Warschau
- 1972: International Poster Biennale, Warschau
- 1973: Körpersprache – Body Language, pool – steirischer herbst, Graz
- 1974: Kunst als Lebensritual – Art as Living Ritual, pool – steirischer herbst, Graz
- 1974: International Poster Biennale, Warschau
- 1975: open house, steirischer herbst, Orpheum, Graz (Film, Video)
- 1975: International Poster Exhibition, Dublin Arts Festival, Dublin
- 1975: Körpersprache, Berlin
- 1975: Gesamtösterreichischer Kurzfilmwettbewerb, Forum Stadtpark, Graz
- 1976: Das Kreuz ein Zeichen, Akademisches Gymnasium, Graz
- 1976: Inter Kunst, internationale Messe für Kunst des 20. Jahrhunderts, Wien (Video)
- 1976: Galerie Stampa, Basel (Video)
- 1976: International Poster Biennale, Warschau

## Preise (Auswahl)
- 1963: Das beste Plakat des Jahres, Kulturamt der Stadt Wien
- 1969: 2. Preis Plakatwettbewerb steirischer herbst, Graz
- 1970: 2. Preis Plakatwettbewerb steirischer herbst, Graz
- 1971: 1. Preis Internationaler Plakatwettbewerb steirischer herbst, Graz
- 1971: 1. Preis Plakatwettbewerb Kuratorium für Verkehrssicherheit, Wien
- 1975: Internationaler Broschürenwettbewerb, Berlin (Österreich-Preis)
- 1975: Gesamtösterreichischer Kurzfilmwettbewerb, Forum Stadtpark, Graz (höchste Punktewertung)
- 1988: Graphic Design Excellence Award, icograda – International Council of Graphic Design Associations